# Huracan (Travis)
Pour les articles homonymes, voir Huracan.
Huracan est le premier tome de la série de bande dessinée Travis.

## Synopsis
Travis est un pilote de navette spatiale. Son métier : ravitailler les stations orbitales. C'est pour cela qu'il part pour une station orbitale capable d'anéantir des phénomènes climatiques (raz de marée...). Ce qu'il ne sait pas c'est qu'avant le décollage, un groupe de terroristes s'est infiltré dans sa navette pour prendre possession de la station.
Au même moment, un cyclone tropical apparaît et seule la station peut l'arrêter. Les terroristes demandent alors une rançon de 3 millions de dollars... Le temps presse...